# 大分県道613号御泊奥江線
大分県道613号 御泊奥江線（おおいたけんどう613ごう おとまりおくえせん）は、大分県佐伯市を通る一般県道である。

## 概要
佐伯市宇目大字木浦内御泊と大分県佐伯市宇目大字木浦内奥江を結ぶ。

### 路線データ
- 起点：大分県佐伯市宇目大字木浦内御泊
- 終点：大分県佐伯市宇目大字木浦内奥江（宮崎県道・大分県道6号日之影宇目線交点）
- 陸上距離：約4.2 km

## 地理

### 通過する自治体
- 佐伯市

### 交差する道路
| 交差する道路                      | 交差する場所       | 交差する場所 |
| --------------------------------- | ------------------ | ------------ |
| 宮崎県道・大分県道6号日之影宇目線 | 宇目大字木浦内奥江 | 終点         |